# Северная Вэй

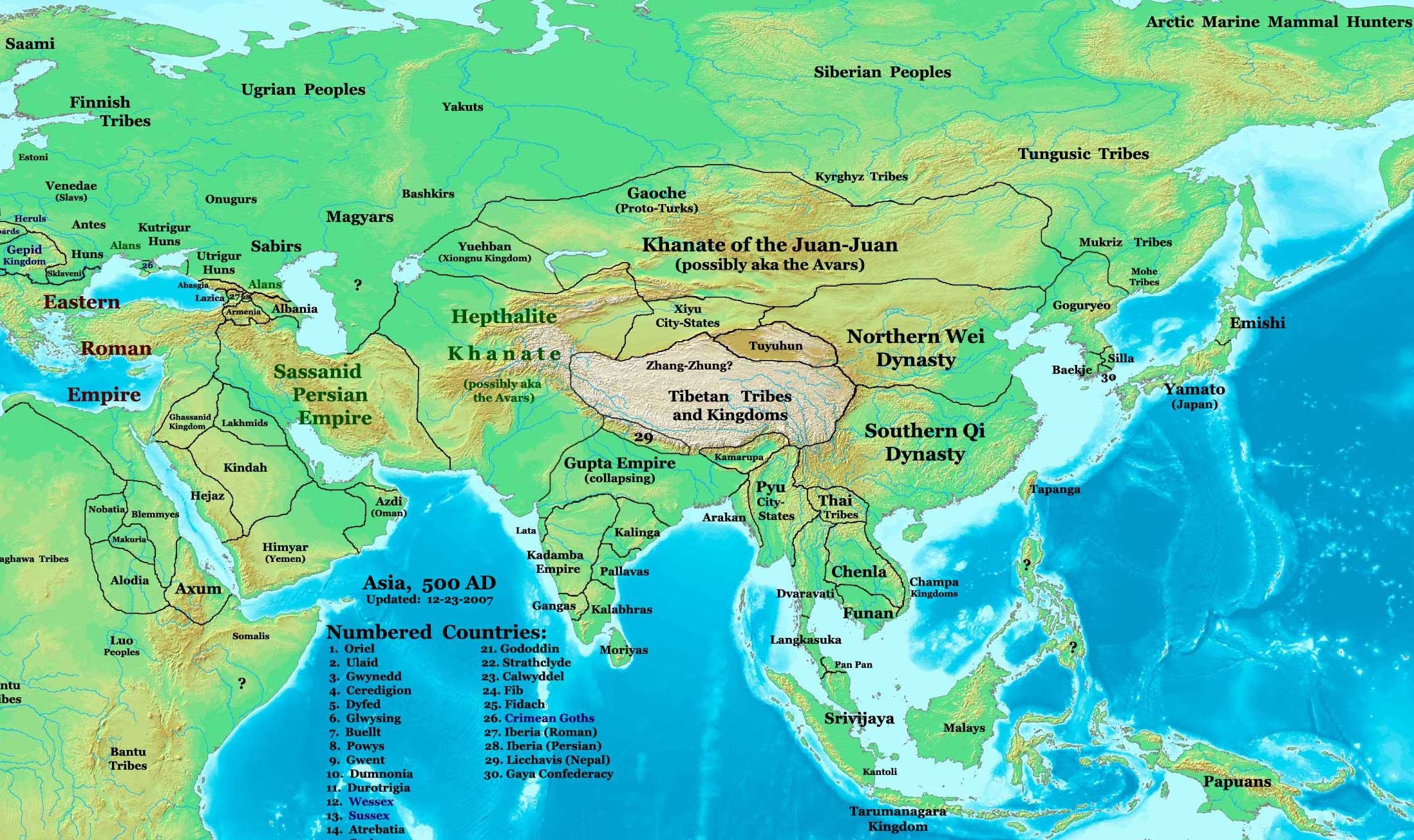
Северная Вэй около 500 г. н.э

Империя Северная Вэй (кит. упр. 北魏, пиньинь Běi Wèi, 386—535), также известная как Тоба Вэй (拓拔魏) или Юань Вэй (元魏), наиболее известна объединением Северного Китая в 439 году; она также широко финансировала развитие искусств, многие произведения этого периода сохранились до наших дней. В 494 году империя перенесла столицу из Датуна в Лоян и начала строительство искусственных пещер Лунмэнь. В этих пещерах обнаружено свыше 30000 буддийских изображений, относящихся к периоду династии Северная Вэй. Род Тоба сменил своё родовое имя на Юань в процессе систематической китаизации. Ближе к концу империи произошёл значительный внутренний раскол, приведший империю к разделению на Западную Вэй и Восточную Вэй.

## Возвышение Тоба
Империя Цзинь вступила в союз с Тоба против хуннского государства Северная Хань. В 315 году вождь Тоба был пожалован титулом князя Дай. Однако после смерти своего основателя, Тоба Илу, государство Дай пребывало в застое и оставалось отчасти союзником, отчасти вассалом государств Поздняя Чжао и Ранняя Янь, и было в конце концов завоевано империей Ранняя Цинь в 376 году.
После поражения императора Ранней Цинь Фу Цзяня от войск Цзинь в битве у реки Фэйшуй в его неудачной попытке объединения всего Китая, начался процесс распада государства Ранняя Цинь.

### Тоба Гуй(386—409)
В 386 году Тоба Гуй, внук последнего князя Дай, Тоба Шэигяня, возвратил себе независимость, вначале как князь Дай, впоследствии как князь Вэй, и с этого момента его государство известно под именем Северная Вэй. В 391 году Тоба Гуй разбил жужуней. В том же году хунны Лю Вэйчэня из Ордоса напали на Тоба Гуя, но он смелым ударом разбил их и захватил Ордос. Поначалу Северная Вэй была вассалом государства Поздняя Янь, но к 395 году подняла против неё восстание и напала на пограничные области Янь, тогда как мужуны сражались с корейцами за Ляодун. 80 тысяч воинов Мужуна Бао атаковали тобасцев. Тоба Гуй заманил яньцев на северный берег Хуанхэ и хотел окружить их своей 70-тысячной армией. Мужуны отступили на юг, а тобасцы переправились по льду. Тобасцы нагнали мужунов и в ночном бою полностью уничтожили их армию. В 396 году Мужун Чуй захватил ставку тобасцев, которые стали разбегаться, но болезнь помешала Мужуну Чую вести наступление, вскоре он умер.
Тоба Гуй решил действовать незамедлительно и в сентябре 396 собрал 400 тысяч воинов и подошёл к крепости Цзиньян. Мужун Бао был разбит. Пытаясь остановить тобасцев, он собрал все силы, даже помиловал преступников и напал на тобаский лагерь. Недисциплинированное войско Бао стало грабить лагерь, и Тоба Гуй легко уничтожил его. Мужун Бао бежал в Лунчен у ляодунского залива, где у него было достаточно сил для обороны от тобасцев. К 398 году захватила большую часть владений Поздней Янь, заняв территорию к северу от Хуанхэ. Мужун Дэ отступил в Шаньдун, где создал Южную Янь. Так мужуны сумели создать Южную Янь в Шаньдуне и Позднюю Лян у Ляодуна. В 399 году, он объявил себя императором, и этот титул носили все правители Северной Вэй до конца её истории.
В 402 году Тоба Гуй попросил руки дочери циньского правителя Яо Сина, поскольку императрицей была мужунка, Яо Син решил, что его дочь будет наложницей, и отказал Тоба Гую.
В 409 году Тоба Гуй был убит сыном.

### Тоба Сы(409—423)
После смерти Лю Юя новый император Южной Сун готовился к войне с Вэй и воссоединению Китая. Тоба Вэй вступила в союз с Западной Цинь и племенами сычуанцев. Се Цзинь, полководец Вэй, был послан на юг для нанесения удара. Князь фамилии Сыма бежал к тобасцам. Тоба Сы привёл 50 000 воинов и занял Лоян, Хэнань и Шаньдун. В 423 году императором стал Тоба Тао.

### Тоба Тао[2](424—452)
Правление Тоба Тао считается блистательным благодаря одержанным победам. Император всерьёз заинтересовался даосизмом и утвердил в 444 году даосизм государственной религией. Даос Коу Цяньчжи был провозглашён Небесным Наставником (см. Северные Небесные Наставники), буддизм был запрещён и жестоко подавлялся.
В 424 году Тоба Тао разбил жужаней и загнал их в степь. Примерно в это время в столице появились торговцы из государства Больших Юэчжей или Кидаритов. Они попросили разрешения добыть руду в горах и отлить цветные стёкла. Стёкла оказались прозрачней тех, что привозили с запада. Стёкла повесили в тронной и многие считали их чудом. Император приказал обучить сто человек стеклодувов. С тех пор стёкла перестали быть только привозной драгоценностью.
В 426 году тобасцы перешли Хуанхэ и напали на ставку Ся, 10 000 пленных было уведено в Вэй. Си Цзинь, вэйский генерал, захватил Чанъань, тибетское племя танчанов и Хэси вступили в союз с Вэй. В 427 Хэлянь Дин осадил Чанъань, но Тоба Тао отправил 30 000 тобасцев в набег на Ся. Тоба Тао проявил личный героизм и в ожесточённом бою взял хуннскую столицу. Он первым въехал в город, но ворота за ним закрылись и он еле отбился от хуннов; тобаские воины перелезли через стену и захватили город. Тоба Тао раздал воинам всю добычу. В 428 году хунны разбили тобаскую армию Се Цзина и взяли его в плен. Хунну вернули Чанъань и готовились напасть на Вэй.
В 430 году сунцы вернули Лоян, но той же зимой тобасцы разбили их. Поражение было столь тяжёлым для Южной Сун, что она временно отказалась от претензий на земли севернее Хуанхэ.
Тоба Тао торопился и тут же повернул армию на север, где одним ударом подчинил жужаней.
Ся лишилось союзников и потеряло много сил, покоряя Западную Цинь. Хэлянь Дин решил, что нужно бежать, пока не напали тобасцы. Он попросил тогонского Мужуна Мугуя дать ему проход на запад, но Мугуй предал его и выдал Тоба Тао. Ся было уничтожено в 431 году.
В 436 году тобасцы вторглись в Северную Янь, правитель которой Фэн Хун бежал в Корею. В этом же году в Вэй прибыли посольства из Сиюя и Согда. В 437 Вэй направило посольство в Сиюй, посольство получило отличный приём в Фергане. В 438 году корейцы казнили Фэн Хуна из-за подозрения в сговоре с Южной Сун. Тоба Тао стал императором всего северного Китая.
Усилившаяся империя собиралась вернуть себе контроль над Великим Шёлковым путём, а этому мешали Жужани и Тогон. В 439 году Тоба Тао приказал войскам атаковать кочевья жужаней, но те успели отступить. Тобасцы увлеклись преследованием, они были окружены, и ван Пи, брат Тобы Тао, попал в плен. Вторая тобаская армия заняла Хэси. Вскоре был занят Ганьчжоу. Жужани пробовали напасть на столицу, но были отбиты. В 441 году хунны в Хэси признали себя вассалами Вэй. Тогонцы не решились принять бой с тобасцами, но отступили и в 445 году взяли Хотан, который вскоре потеряли. Возможно в это время один из хуннсках князей откочевал из Хэси к Алтаю и стал основателем династии Ашина. Потомок бывшего правящего дома Южной Лян — Туфа Фань Ни, по китайским сведениям, бежал в Тибет и стал основателем Ярлунгской династии.
На юге Тоба Тао стремился контролировать дисское княжество Уду и в 439 году сделал это княжество вассалом. В 442 году войска Лю-Сун заняли Уду. В 443 году Тоба Тао отбил Уду, но дисцы не желали подчиняться тобасцам и восстали, в чём им помогала Лю Сун. В 448 году тобасцы контролировали большую часть Уду, княжество было присоединено к империи, князь Уду бежал в Лю Сун.
В то время как Тоба Тао воевал за Уду, хуннский князь Ухой с 5000 воинов разгромил Шаньшань и занял её земли. Тоба Тао послал генерала Ван Дугуя для уничтожения хуннов. Ухой не стал сражаться, а ушёл в Турфан. В 442 Ухой создал крепкое хуннское княжество со столицей в Турфане. Ван Дугуй с 5000 лёгкой кавалерии занял Шаньшань, а местного прохуннского правителя отправил императору. Следующей целью Ван Дугуя был Карашар. Местный правитель (лун) Гюхубин собрал 50 000 воинов и решил отбить тобасцев. Ван Дугуй взял крепости Цзохо и Халгаамань и осадил Юанькюй. В рукопашной схватке с карашарцами тобасцы одержали победу. Правитель Кучи и зять Гюхубина послал 3000 человек, чтобы напасть на уставшее войско тобасцев. Ван Дугуй атаковал кучасцев в лоб и, убив 200 человек, одержал победу. Тобасцы не могли удержать Карашар и вернулись в Шаньшань. Тоба Тао считал покорение Сиюя завершённым.
В 450 Тоба Тао собрал огромную армию и неожиданно напал на Лю Сун. Меньшие по численности войска южан оказали ожесточённое сопротивление. Крепость Хаунь Пао с 1000 гарнизоном отбила все тобаские атаки. У крепости Ся южане разбили крупные силы тобасцев, неожиданно зайдя им в тыл. Тоба Дао возглавил наступление пяти армий в долине реки Хуай: Хуань Пао была взята, кавалерия тобасцев уничтожила отступающие армии южан. Тобасцы дошли до Янцзы и сожгли все поселения на северном берегу реки. Император Лю Илун из своего дворца Цзянькане мог видеть тобаских всадников на северном берегу реки. В действительности у Тоба Тао не было продовольствия и судов для продолжения войны и он предложил заключить мир; Лю Илун с радостью согласился. Несмотря на мир, на обратном пути тоба Тао приказал взять крепость сунцев Хуи, которую наступающие тобасцы оставили у себя в тылу. Тридцать дней отряды хуннов, телеутов, тангутов и тибетцев штурмовали крепость, а Тоба Тао кричал защитникам крепости, что они могут убивать его подданных сколько смогут, так как они «разбойники». Через 30 дней боёв к крепости приплыли суда с подкреплением и Тоба Тао вернулся в столицу (в 451 году).
По возвращении в столицу Тоба Тао поверил гвардейскому офицеру Цзун Айю, который обвинил наследника престола Тоба Хуана и его приближённых в измене. Император казнил многих подозреваемых, а Тоба Хуан покончил с собой. Цзун Ай опасался, что император выместит злость на нём и решил убить императора. Цзун Ай и несколько гвардейцев задушили Тоба Тао в 452 году.

### Тоба Юй(452)
Цзун Ай уничтожил всех кто ему мешал: министров, гвардейцев убивших Тоба Тао и принца Тоба Ханя. После этого он провозгласил Тоба Юя императором. Тоба Юй был любителем охоты, выпивки и безделия. Вскоре он был убит евнухом по приказу Цзун Ая. Офицер гвардии Лю Ни поднял народный бунт. Цзун Ая и его помощников схватили и жестоко убили. На престол взошёл Тоба Цзюнь — внук Тоба Тао.

### Тоба Цзюнь(452—465)
Взойдя на престол Тоба Цзюнь разрешил исповедовать буддизм, который подвергся сильным гонениям со стороны даоса Тоба Тао.
В 452 году сунцы проверили обороноспособновсть Вэй, но получили отпор у крепости Гаонай и вернулись. Был заключён союз с Муюном Шиинем — царём Тогона. В 456 был восстановлен Великий Шёлковый путь, наблюдался крупнейший рост буддийской общины. В целом правление Тоба Цзюня было спокойным и счастливым в такую неспокойную эпоху.

### Тоба Хун(466—471)
Сын Тоба Цзюня, ревностный буддист, взойдя на престол приказал построить гигантскую статую Будды. В 466—469 годах тобасцы отвоевали Шаньдун у южан и восстановили границу по Хуайхэ. В 470 году разбиты жужани и тогонцы, нарушившие мирный договор.
В 471 году Тоба Хун отрёкся от престола ушёл с престола, однако обладал реальной властью при дворе. Это дало начало системе Тайшанхуан, при которой императоры со временем уходят со своего поста, однако оставляет за собой реальную власть.

### Юань Хун(Тоба Хун II) 471—499
Сын Тоба Хуна. Стал императором в 4 года. Вместо него правила императрица Фэн, отравившая (в 476) Тоба Хуна.
В 479 году в южном Китае воцарилась Южная Ци. Цисцы отбили княжество Уду и разбили армии Вэй в 480 и 481 годах. В 479 году северное племя киданей прислало дань, татабы приняли вэйское подданство, а Тогон завяз в войне с тибетцами. В 484 году серией указов в империи была восстановлена традиционная система налогообложения и табгачская знать лишилась многих привилегий, были освобождены рабы, с ремесленников сняли профессиональные ограничения, восстановлено жалование для чиновников. В 490 году скончалась императрица Фэн.
В 490 году в очередной раз были разбиты жужани, в 491 году был разбит Тогон, при этом милостивым обращением с пленными Тоба Хун добился мира с Тогоном. В 493 году, во время похода на Южный Китай, император остановился в Лояне и в 494 году перенёс туда столицу.
Тоба Хун был любителем всего китайского и в 495 году запретил употребление сяньбийского языка, табгачской одежды и косы (коса — отличительный знак табгача=косоплёт). Всем табгачам было приказано взять китайские фамилии, сам император взял фамилию Юань. Все, кто сопротивлялся приказу императора, были казнены.
В 497 году диское княжество Уду вновь перешло на сторону Ци. Юань Хун отправилл туда войска, но княжество было замирено только к 506 году. В 496 году были разбиты восставшие татабы. В это время эфталиты напали на Сиюй и покорили Хотан и Карашар, Гаочан подчинился жужаням. В 498 году телеуты присоединились к жужаням. Юань Хун заверил своих союзников-кочевников, что не будет переделывать их в китайцев и, замирив север, отправился в поход на Ци и взял город Юань в Хэнани.
На войне император заболел, вернулся в столицу и вскоре умер. Наследнику Юань Ке он завещал быть послушным дядьям и казнить неверную мачеху. В 499 году Юань Хун умер.

### Юань Ке500—515
Юань Ке, находясь в столице, вёл войну с империей Южная Ци, потом Лян. Тобасцам сопутствовал успех и были захвачены области в долине реки Вэйхэ. На северной границе был установлен мир, так как жужани воевали с телеутами. Эфталиты, хоть и контролировали Сиюй, но были заняты войной в Индии. В общем, Северной Вэй сопутствовал успех во внешней политике.

### Юань Сюй516—528
Вступил на престол в 6 лет. Власть перешла к его матери — императрице Ху, которая первым делом казнила фаворитку Юань Кэ Гао, её брата Гао Чжао и сестру. В 516 году вэйские войска взяли город Сюйши. В 518 году буддизм был объявлен государственной религией Тоба Вэй. (Годом раньше тоже сделал лянский Сяо Янь и даже жужаньский Чеуну.) В 518/519 году в Юань Вэй прибыло персидское посольство с дарами и письмом от шаха.  
В 520 году князь Тоба И, при поддержке капитана гвардии Лю Тэна, ввёл войска во дворец, казнил фаворитов императрицы, а её заключил в темницу. В 523 году произвол приближённых Тоба И вызвал народные волнения в шести приграничных наместничествах. В 525 году императрица Ху выбралась из темницы и Юань Сюй казнил семью Тоба И, а ему послал приказ о самоубийстве. В 526 году Вэй проиграла войну с Лян и потеряла крепость Шоуян. В 526 году Тогон перестал подчиняться. Эфталиты вернули Сиюй и заключили союз с Лян. В 524 году жужани победили телеутов. В 525 году Вэй захлестнуло волной народных восстаний. В 526 году табгачский генерал Гэ Жун провозгласил себя императором Ци, в 527 он покорил весь Хэбэй. Талантливый сяньбийский вождь по имени Эрчжу Жун, который вместе со своей 7 000 дружиной напал на огромное войско Гэ Жуна, захватил его в плен и привёз в столицу. 
Эрчжу Жун, по совету Гао Хуаня, сговорился с князьями Тоба свергнуть императрицу Ху. В 528 году Ху отравила Юань Ке и провозгласила императором внука Юань Чжао.

### Юань Чжао528
Поставлен на престол бабушкой Ху. Почти сразу свергнут Эрчжу Чжуном.

### Юань Цзыю528—530
Ставленник Эрчу Жуна, который стал чен-сяном и тестем императора. В 529 Юань Хао восстал и договорившись с лянским У-ди, вторгся в Лоян. Эрчжу Жун и император собрали армию на севере и Эрчжу Жун отбил Лоян. Юань Хао был убит горожанами, ляньская армия отступила. 
В 530 году Юань Цзыю вызвал Эрчжу жуна в столицу, объявив что уличил его доочь в измене. Эрчжу Жун приехал в столицу и был собственноручно убит императором. по этому поводу император устроил пир. Брат убитого Эрчжу Шилун поднял 1000 сяньбийских всадников и разметав имперскую гвардию вступил в Лоян. Разъярённый Эрчжу Шилун задушил императора и приказал разграбить город. 
Эрчжу Шилун и китаец Гао Хуань встали у власти, императором назначили Юань Е.

### Юань Е530—531
Назначен Эрчжу Шилуном. В 530 в Хэси восстало племя кочевников. Гао Хуань подавил восстание и получил титул вана и область Гичжоу. В 531 восстал Юань Хуа и сверг род Эрчжу и Юань Е.

### Юань Гун531—532
Восемь лет притворялся глухонемым, чтобы выжить в дворцовых переворотах. Свергнут Гао Хуанем.

### Юань Лан531—532
Гао Хуань приказал провозгласить его императором в городе Е, пока он боролся с Эрчжунами. Когда Гао Хуань захватил Лоян, он сверг императора.

### Юань Сю532—535
Ставленник Гао Хуаня. Гао Хуань казнил трёх экс-императоров и весь род Эрчжун. В 534 году Юань Сю бежал от Гао Хуаня к правителю Шэньси Юйвэнь Таю. Юйвэнь Тай отравил Юань Сю. 

Империя Северная Вэй раскололась на Восточную Вэй и Западную Вэй.

## Политика

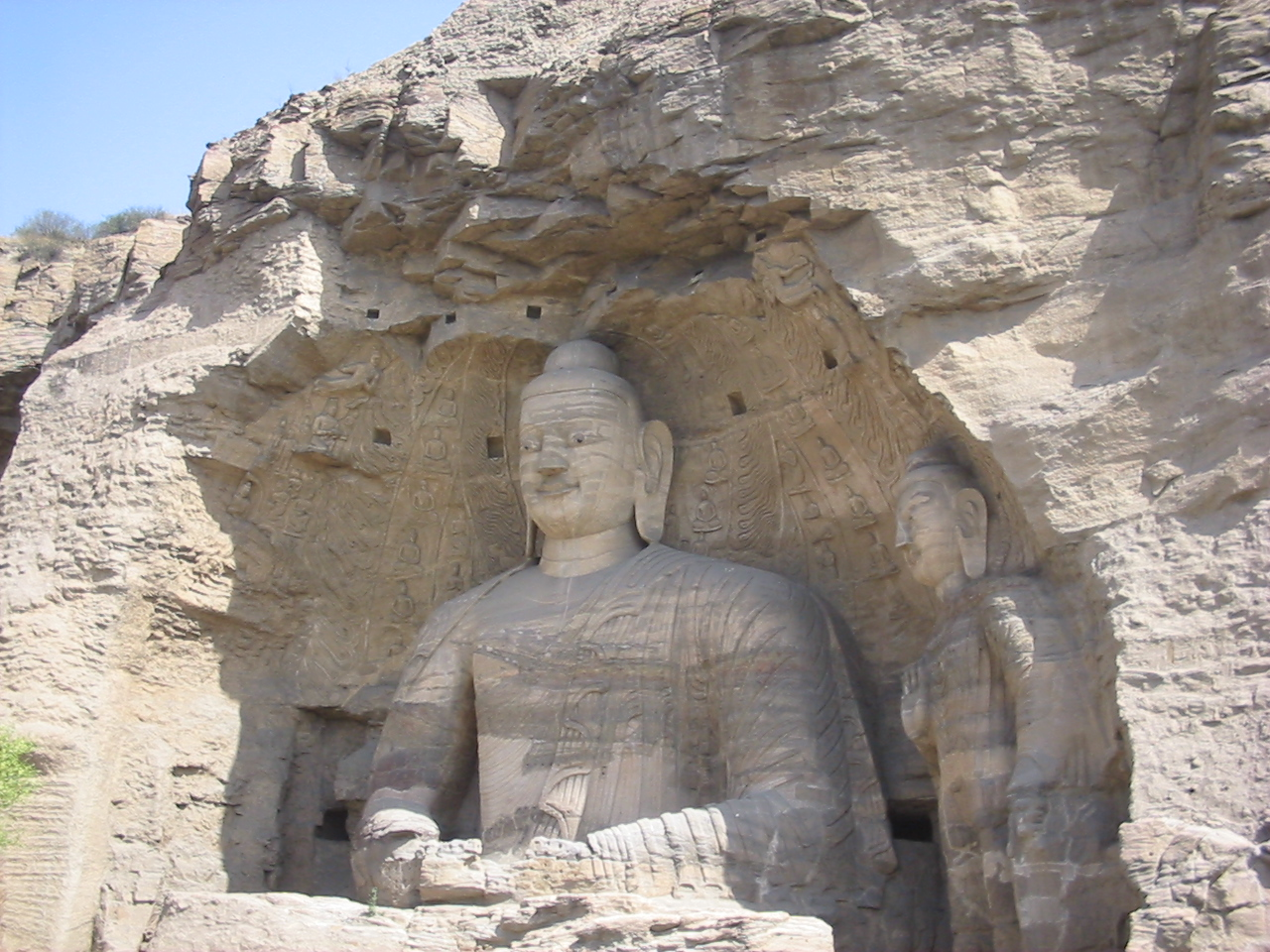
Пещерные храмы Юньгана — памятник искусства эпохи Северной Вэй

В начале истории Северной Вэй империя сохраняла ряд традиций из своей предшествующей истории (как сяньбийское племенное государство), в том числе некоторые весьма необычные с китайской точки зрения:
- Чиновники не получали жалования; предполагалось, что все необходимое для жизни они должны реквизировать у подчинённого им населения. В дальнейшем этот обычай послужил одним из основных факторов, порождавших коррупцию среди чиновников. Прошло свыше ста лет, прежде чем империя начала платить жалование своим чиновникам.

- Императрицы выбирались не в соответствии с благосклонностью императора или знатностью происхождения; кандидатки должны были пройти церемонию, в ходе которой каждая лично изготовляла статуэтку из золота как способ усмотреть благосклонность богов. Только та супруга императора, чья работа была признана наиболее удачной, могла стать императрицей.

- Все мужчины, независимо от национальности, были обязаны заплетать волосы в косу, которая затем укладывалась вокруг головы, а сверху одевался головной убор.

- При провозглашении наследника престола его мать, если ещё была жива, принуждалась к самоубийству. (Некоторые историки сомневаются, что это было в обычае у табгачей, но склонны думать, что традиция учреждена императором-основателем Дао У-ди по примеру императора Хань У-ди, казнившего свою любимую наложницу Чжао, мать своего младшего сына Лю Фулина (будущего императора Чжао-ди) прежде провозглашения его наследником).

- Вследствие этого, поскольку у императора не могло быть матери, императорская кормилица нередко жаловалась титулом «вдовствующая императрица-кормилица» (保太后, bǎo tài hòu).

По мере китаизации государства Северная Вэй эти обычаи и традиции постепенно выходили из употребления.

### Организация крестьянства
- Пять семей составляли соседскую общину (линь)[5]
- Пять линь составляли деревню (ли)
- Пять ли составляли сельскую общину (тан)

На каждом уровне назначался глава, ответственный перед правительством. С целью освоения целинных и заброшенных земель государство усовершенствовало эту систему, произведя раздел земли пропорционально количеству мужчин, способных её обрабатывать. Династии Суй и Тан возродили эту систему в VII веке.

### Переселения
В царствование императора Дао У-ди (386—409), общее число переселенных из регионов к востоку от Тайханшаня (бывшей территории Поздней Янь) в Датун оценивается около 460,000. Переселения обычно производились после присоединения новых территорий.
| Переселения при династии Северная Вэй |                                          |              |                    |
| Год                                   | Народ                                    | Количество   | Место назначения   |
| 398                                   | Сяньби из Хэбэя и Северного Шаньдуна     | 100 000      | Датун              |
| 399                                   | Китайские семейства                      | 2 000 семей  | Датун              |
| 399                                   | Китайские крестьяне из Хунани            | 100 000      | Шаньси             |
| 418                                   | Сяньби из Хэбэя                          | ?            | Датун              |
| 427                                   | Население царства Ся                     | 10 000       | Шаньси             |
| 432                                   | Население Ляонина                        | 30 000 семей | Хэбэй              |
| 435                                   | Население Шэньси и Ганьсу                | ?            | Датун              |
| 445                                   | Китайские крестьяне из Хунани и Шаньдуна | ?            | К северу от Хуанхэ |
| 449                                   | Ремесленники из Чанъани                  | 2 000 семей  | Датун              |

## Китайское влияние
С ростом империи Северная Вэй росло желание императоров иметь китайские учреждения и китайских советников. В этом процессе значительную роль играл Цуй Хао (381—450), советник при дворе в Датуне. Он ввел в Северной Вэй китайские методы управления и уложение о наказаниях, а также создал даосскую теократию, просуществовавшую до 450 г. Привлекательность китайских товаров, вкус императорского двора к роскоши, престиж китайской культуры того времени и даосизм были факторами влияния китайцев в государстве Северная Вэй. Китайское влияние усилилось после переноса столицы в Лоян в 494 г., а император Сяо Вэнь-ди продолжил этот процесс введением политики систематической китаизации, которая продолжалась и при его преемниках. Происходил широкомасштабный отказ от сяньбийских традиций. Следующим шагом на пути китаизации стала перемена императорским домом фамилии на Юань. Поощрялись смешанные браки с китайскими семьями. Тем временем, повсеместно возникали буддийские храмы, буддизм постепенно вытеснял даосизм в роли государственной религии. Храмы зачастую украшались с чрезмерной расточительностью и экстравагантностью.

## Распад и раздел
Сильное китайское влияние, продолжавшееся в империи Северная Вэй в продолжение всего V века, в основном затронуло императорский двор и верхние слои табгачской аристократии. Войска, охранявшие северную границу, и простые сяньбийцы, менее подверженные китаизации, начали проявлять враждебность к двору и высшей знати. В начале истории Северной Вэй большое внимание уделялось обороне северной границы от жужаней, а военная служба на северной границе считалась чрезвычайно почётной и давала большие привилегии. В целом, в период становления Северной Вэй, именно силой меча и лука создавалась и поддерживалась империя. Но как только кампания китаизации достигла наибольшего размаха при императоре Дао У-ди, военная служба, особенно на северной границе, утратила свой почётный статус, а традиционные роды сяньбийских воинов-пограничников лишились своего статуса и привилегий и опустились на низ социальной иерархии. В 523 году вспыхнули восстания в шести основных гарнизонах на северной границе; вскоре восстанием был охвачен весь север. Эти восстания продолжались целое десятилетие. Ещё более усугубило ситуацию отравление вдовствующей императрицей Ху своего сына, императора Сяо Мин-ди в 528 году, после того как он показал недовольство её политикой, достигнув совершеннолетия и собираясь отобрать у вдовствующей императрицы власть, которой она пользовалась от его имени в течение более десяти лет. Вскоре после этого полководец Эрчжу Жун, прежде уже призванный тайным приказом императора на поддержку в борьбе с императрицей Ху, двинулся на юг и разорил Лоян, но был остановлен новым приказом, и, пока он ожидал распоряжений, императрица первой добралась до императора и отравила его. По приказу Эрчжу Жуна императрица Ху и новый малолетний император Юань Чжао (ещё одна марионетка императрицы) были утоплены в Хуанхэ, а 2000 придворных согнаны на берег и убиты, что было воспринято как справедливое возмездие императрице за её страсть к украшательствам и за убийство собственного сына.

## Два полководца
Эрчжу, совершив переворот, подчинил себе императорский двор, император был низведен до роли марионетки. Большинство решений принимал лично Эрчжу, хотя ему удалось подавить большую часть восстаний и в целом восстановить единство империи Северная Вэй. Однако император Сяо Чжуан-ди, не желая оставаться марионеткой и относясь с большой настороженностью к усилению клана Эрчжу и его сомнительной верности трону, убил Эрчжу Жуна в 530 году, заманив его в засаду во дворце. После этого немедленно возобновилась гражданская война, вначале между кланом Эрчжу и императором Сяо Чжуан-ди, а затем, после их победы над императором в 531 году, между кланом Эрчжу и теми, кто сопротивлялся их правлению. В результате этий войн два полководца, Гао Хуань (бывший сначала одним из мятежных солдат с северной границы, сдавшихся Эрчжу, а потом одним из основных предводителей клана Эрчжу; после объявления кланом войны императору он со своими людьми немедленно выступил против своих бывших союзников), и Юйвэнь Тай, захватили власть соответственно в восточной и западной частях империи и выдвинули каждый своего претендента на трон Северной Вэй. Это привело к последующему разделу империи в 534—535 годах на Восточную Вэй и Западную Вэй.

## Падение
Ни Восточная Вэй, ни Западная Вэй не просуществовали долго. В 534 году, сын Гао Хуаня, Гао Ян принудил к отречению императора Сяо Цзин-ди, покончив с Восточной Вэй и основав династию Северная Ци. Подобным образом в 536 году Юйвэнь Ху, племянник Юйвэнь Тая, заставил императора Гун-ди отречься в пользу сына Юйвэнь Тая, Юйвэнь Цзюэ, ликвидировав Западную Вэй и основав династию Северная Чжоу, положив конец существованию империи Северная Вэй.

## Императоры Северной Вэй
| Посмертное имя                                                                  | Личное имя                  | Годы правления | Эра правления (年號 niánhào) и годы эры |
| ------------------------------------------------------------------------------- | --------------------------- | -------------- | --- |
| Исторически наиболее употребительная форма: Бэй (Северная) Вэй + посмертное имя |                             |                | |
| Даоу-ди 道武帝 Dàowǔdì                                                          | Тоба Гуй 拓拔珪 Tuòbá Gūi   | 386—409        | - Дэнго (登國 Dēngguó) 386—396 - Хуанши (皇始 Huángshǐ) 396—398 - Тяньсин (天興 Tiānxīng) 398—404 - Тяньцы (天賜 Tiāncì) 404—409                                                                                      |
| Минъюань-ди 明元帝 Míngyuándì                                                   | Тоба Сы 拓拔嗣 Tuòbá Sì     | 409—423        | - Юнсин (永興 Yǒngxīng) 409—413 - Шэньжуй (神瑞 Shénrùi) 414—416 - Тайчан (泰常 Tàicháng) 416—423 |
| Тайу-ди 太武帝 Tàiwǔdì                                                          | Тоба Тао 拓拔燾 Tuòbá Táo   | 424—452        | - Шигуан (始光 Shǐguāng) 424—428 - Шэньцзя (神麚 Shénjiā) 428—431 - Яньхэ (延和 Yánhé) 432—434 - Тайянь (太延 Tàiyán) 435—440 - Тайпинчжэньцзюнь (太平真君 Tàipíngzhēnjūn) 440—451 - Чжэнпин (正平 Zhèngpíng) 451—452 |
| Наньань-ван 南安王 Nánānwáng                                                    | Тоба Юй 拓拔余 Tuòbá Yú     | 452            | - Юнпин (永平 Yǒngpíng) или Чэнпин (承平 Chéngpíng) 452 |
| Вэньчэн-ди 文成帝 Wénchéngdì                                                    | Тоба Цзюнь 拓拔濬 Tuòbá Jùn | 452—465        | - Синъань (興安 Xīngān) 452—454 - Сингуан (興光 Xīngguāng) 454—455 - Тайань (太安 Tàiān) 455—459 - Хэпин (和平 Hépíng) 460—465                                                                                        |
| Сяньвэнь-ди 獻文帝 Xiànwéndì                                                    | Тоба Хун 拓拔弘 Tuòbá Hóng  | 466—471        | - Тяньань (天安 Tiān'ān) 466—467 - Хуансин (皇興 Huángxīng) 467—471 |
| Сяовэнь-ди 孝文帝 Xiàowéndì                                                     | Юань Хун 元宏 Yuán Hóng     | 471—499        | - Яньсин (延興 Yánxīng) 471—476 - Чэнмин (承明 Chéngmíng) 476 - Тайхэ (太和 Tàihé) 477—499 |
| Сюаньу-ди 宣武帝 Xuānwǔdì                                                       | Юань Кэ 元恪 Yuán Kè        | 500—515        | - Цзинмин (景明 Jǐngmíng) 500—503 - Чжэнши (正始 Zhèngshǐ) 504—508 - Юнпин (永平 Yǒngpíng) 508—512 - Яньчан (延昌 Yánchāng) 512—515                                                                                   |
| Сяомин-ди 孝明帝 Xiàomíngdì                                                     | Юань Сюй 元詡 Yuán Xǔ       | 516—528        | - Сипин (熙平 Xīpíng) 516—518 - Шэньгуй (神龜 Shéngūi) 518—520 - Чжэнгуан (正光 Zhèngguāng) 520—525 - Сяочан (孝昌 Xiàochāng) 525—527 - Утай (武泰 Wǔtài) 528                                                         |
| «Малолетний правитель» 幼主 yòu zhǔ                                             | Юань Чжао 元釗 Yuán Zhāo    | 528            | отсутствует |
| Сяочжуан-ди 孝莊帝 Xiàozhuāngdì                                                 | Юань Цзыю 元子攸 Yuán Ziyōu | 528—530        | - Цзяньи (建義 Jiànyì) 528 - Юнъань (永安 Yǒng'ān) 528—530 |
| Чангуан-ван 長廣王 Chángguǎngwáng или Цзин-ди 敬帝 Jìngdì                       | Юань Е 元曄 Yuán Yè         | 530—531        | - Цзяньмин (建明 Jiànmíng) 530—531 |
| Цземинь-ди 節閔帝 Jiémǐndì                                                      | Юань Гун 元恭 Yuán Gōng     | 531—532        | - Путай (普泰 Pǔtài) 531—532 |
| Аньдин-ван 安定王 Āndìngwáng или Чу-ди 出帝 Chūdì                               | Юань Лан 元朗 Yuán Lǎng     | 531—532        | - Чжунсин (中興 Zhōngxīng) 531—532 |
| Сяоу-ди 孝武帝 Xiāowǔdì                                                         | Юань Сю 元脩 Yuán Xiū       | 532—535        | - Тайчан (太昌 Tàichāng) 532 - Юнсин (永興 Yǒngxīng) 532 - Юнси (永熙 Yǒngxī) 532—535 |